# Colored Women's League
Colored Women's League var en amerikansk organisation för färgade kvinnor, verksam 1892-1896. Det var en av de två första kvinnoorganisationerna för afro-amerikanska kvinnor i USA, och spelade en viktig roll för den färgade kvinnorörelsen i USA. 
Föreningen grundades av en grupp samhällsengagerade färgade kvinnor i Washington, D.C. under ledning av Helen Appo Cook. Vid denna tid fanns ett behov att bilda en separat rörelse för färgade kvinnor, som var marginaliserade i kvinnorörelsen och dessutom hade specifika problem att verka mot i det segregerade USA. Målet var att organisera en nationella afroamerikansk kvinnorörelse. 
Colored Women's League deltog i First National Conference of the Colored Women of America i augusti 1895, som sedan organiserade en ny kongress följande år. På 1896 års kongress bildade National Federation of Afro-American Women, Woman's Era Club och Colored Women's League tillsammans National Association of Colored Women's Clubs, som kom att bli paraplyorganisation för den afroamerikanska kvinnorörelsen. Colored Women's League och National Federation of Afro-American Women uppgick sedan i denna och upplöstes. 